# Eccoptomera chibaensis
Eccoptomera chibaensis är en tvåvingeart som beskrevs av Okadome 2001. Eccoptomera chibaensis ingår i släktet Eccoptomera och familjen myllflugor. Inga underarter finns listade i Catalogue of Life.